# 158 Koronis
158 Koronis (mednarodno ime je tudi 158 Koronis, starogrško starogrško Κορωνίς: Koronís), je asteroid v glavnem asteroidnem pasu. Spada med silikatne asteroide (tip S). Pripada asteroidni družini Koronis.

## Odkritje
Asteroid Koronis je odkril Viktor Knorre 4. januarja 1876, ki je deloval na berlinskem observatoriju.

## Lastnosti
Asteroid Koronis je največji član družine Koronis. Po modelih, izdelanih s svetlobno krivuljo, je po obliki podoben asteroidu 243 Ida.